# Предварительное расследование
Предварительное расследование — стадия уголовного процесса, следующая за стадией возбуждения уголовного дела. Органы предварительного расследования обязаны выяснить обстоятельства совершённого преступления: личность обвиняемого; степень его вины; мотив преступления; размер причиненного ущерба; причины и условия, способствующие совершению преступления и др. Установление названных обстоятельств и их оценка являются предварительными, поскольку лицо в соответствии со ст.49 Конституции РФ может быть признано виновным только вступившим в законную силу приговором суда.

## Формы предварительного расследования
Частью 1 ст. 150 УПК РФ определяется, что предварительное расследование производится в одной из двух форм — предварительного следствия, дознания.
Дознание имеет упрощенную по сравнению с предварительным следствием процедуру и применяется для менее тяжких преступлений. Ст. 150 УПК устанавливает правила, по которым выбирается одна из этих форм. Часть третья ст. 150 УПК РФ задает список преступлений (путём перечисления соответствующих статей УК РФ), расследование которых, как правило, производится в форме дознания (но могут быть переданы для производства предварительного следствия по указанию прокурора).
Дознание производится в общем порядке либо в сокращенной форме (главы 32-32.1 УПК РФ). По окончании дознания в общем порядке составляется обвинительный акт, в сокращенной форме - обвинительное постановление.

## Задачи предварительного расследования
- быстрое и полное раскрытие преступления;
- изобличение виновных путём сбора достаточного количества доказательств;
- выявление причин и условий, способствовавших совершению преступления;
- принятие мер по обеспечению возмещения материального ущерба (розыск и изъятие похищенного и т. д.).

## Органы предварительного расследования

### Органы предварительного следствия
Уголовно-процессуальный кодекс РФ относит к органам предварительного следствия следователей Следственного комитета РФ, органов внутренних дел и органов Федеральной службы безопасности.. Согласно последним изменениям в Уголовно-процессуальном Кодексе (16.07.08 и ранее), из компетенции прокурора изъяты:
- задержание подозреваемого как мера процессуального принуждения,
- избрание меры пресечения,
- осуществление уголовного преследования (ст. 21 УПК),
- прекращение уголовного дела в связи с примирением (ст. 25 УПК),
- прекращение уголовного дела в связи с деятельным раскаянием (ст. 28);

Таким образом, прокурор, в результате реформы 2007 г., перестал быть субъектом, осуществляющим производство предварительного расследования. Тем не менее, в ряде стран континентальной Европы прокурор до сих пор сохраняет данную функцию. Так, в ФРГ прокуратура расследует самые разные уголовные дела. В основном, это дела об экономических преступлениях, о самых тяжких преступлениях и вызвавшие общественный резонанс дела. Кроме того, немецкий прокурор для помощи в производстве следственных действий может задействовать некое «орудие» («Verlängerter Arm der Staatsanwaltschaft») — «лицо, привлекаемое прокуратурой для производства дознания».
К общим условиям предварительного расследования относятся: «формы предварительного расследования; подследственность; место производства предварительного расследования; соединение уголовных дел; выделение уголовного дела; выделение в отдельное производство материалов уголовного дела; начало производства предварительного расследования; производство неотложных следственных действий; окончание предварительного расследования; обязательность рассмотрения ходатайства; меры попечения о детях, об иждивенцах подозреваемого или обвиняемого и меры по обеспечению сохранности его имущества; недопустимость разглашения данных предварительного расследования» (гл. 21 УПК).
Общая характеристика дел, подследственных следователям следственного комитета РФ, включает: убийства; изнасилования; похищение человека; контрабанду; посягательство на жизнь сотрудника правоохранительного органа и др. преступления.
Следователи органов внутренних дел расследуют дела о причинении различной степени тяжести вреда здоровью; преступлениях против собственности; о незаконном обороте наркотиков и др. преступления.
Следователи органов Федеральной службы безопасности расследуют дела о государственной измене; шпионаже; терроризме; захвате заложников и др. преступления.

### Органы дознания
Дознание - форма предварительного расследования, осуществляемого дознавателем (следователем), по уголовному делу, по которому производство предварительного следствия необязательно.
Уголовно-процессуальный кодекс РФ относит к органам дознания следующие субъекты:
1) органы внутренних дел Российской Федерации и входящие в их состав территориальные, в том числе линейные, управления (отделы, отделения, пункты) полиции, а также иные органы исполнительной власти, наделенные в соответствии с федеральным законом полномочиями по осуществлению оперативно-розыскной деятельности;
2) органы принудительного исполнения Российской Федерации;
3) начальники органов военной полиции Вооруженных Сил Российской Федерации, командиры воинских частей, соединений, начальники военных учреждений и гарнизонов;
4) органы государственного пожарного надзора федеральной противопожарной службы.

### Особые субъекты, на которых возлагается возбуждение уголовного дела и выполнение неотложных следственных действий
Согласно части третьей статьи 40 УПК, такими субъектами являются:
1) капитаны морских и речных судов, находящихся в дальнем плавании, - по уголовным делам о преступлениях, совершенных на данных судах;
2) руководители геолого-разведочных партий и зимовок, начальники российских антарктических станций и сезонных полевых баз, удаленных от мест расположения органов дознания - по уголовным делам о преступлениях, совершенных по месту нахождения этих партий, зимовок, станций, сезонных полевых баз;
3) главы дипломатических представительств и консульских учреждений Российской Федерации - по уголовным делам о преступлениях, совершенных в пределах территорий данных представительств и учреждений.

## Место производства предварительного расследования
Общим условием предварительного расследования является место производства предварительного расследования. В соответствии со ст. 152 ч. 1 УПК, предварительное расследование производится по месту совершения деяния, содержащего признаки преступления. Им может быть место происшествия — дом, квартира, улица, дорога, местность и т. п., населенный пункт, район, область, на территории которых произошло событие преступления.
Предварительное расследование может проводиться по месту окончания преступления (ч. 2 ст. 152 УПК), месту совершения большинства преступлений или наиболее тяжкого из них (ч. 3 ст. 152), местонахождению обвиняемого или большинства свидетелей (ч. 4 ст. 152).
Местом производства предварительного расследования считается также учреждение, в котором работает следователь или дознаватель, их рабочее место.